# Teucocranon microcallia
Teucocranon microcallia is een vlinder uit de familie spinneruilen (Erebidae). De wetenschappelijke naam is voor het eerst geldig gepubliceerd in 1937 door Berio.
De soort komt voor in tropisch Afrika.